# Villar de Matacabras
Villar de Matacabras es una localidad española perteneciente al municipio de Madrigal de las Altas Torres, en la provincia de Ávila, comunidad autónoma de Castilla y León. En 2018 contaba con 2 habitantes.

## Historia
Hacia mediados del siglo XIX, el lugar, por entonces con ayuntamiento propio, tenía contabilizada una población de 77 habitantes. Aparece descrito en el decimosexto volumen del Diccionario geográfico-estadístico-histórico de España y sus posesiones de Ultramar de Pascual Madoz de la siguiente manera:

VILLAR DE MATACABRAS: l. con ayunt. de la prov. y dióc. de Avila (10 leg.), part. jud. de Arévalo (5), aud. terr. de Madrid (24), c. g. de Castilla la Vieja (Valladolid 13). sit. en terreno llano; reinan todos los vientos, y su clima es frio y afecto á fiebres intermitentes. Tiene 19 casas de un solo piso y de inferior construccion; la de ayunt., escuela de primeras letras comun á ambos sexos, dotada en granos mezquinamente, y una igl. parr. (Ntra. Sra. del Rosario) con curato de entrada y de provision ordinaria; en los afueras se encuentra el cementerio bien sit., y los vec. utilizan varios pozos, y para los ganados una laguna titulada el Vallejo. Confina el térm.: N. Madrigal; E. Laguna de Matacabras; S. Bercial y Rasueros, y O. Orcajo de las Torres; comprende 1,200 fan. de tierra cultivada y 20 incultas; diferentes prados con medianos pastos, y algun viñedo. El terreno es llano, en parte de miga y en parte árido. Los caminos son locales y medianos. El correo se recibe en la cab. del part. prod.: trigo, cebada, centeno, garbanzos, algarrobas, vino y algunas legumbres; mantiene ganado lanar y el vacuno necesario para la labor, y cria caza de liebres, perdices y algun lobo. pobl.: 16 vec., 77 alm. cap. prod.: 360,500 rs. imp.: 14,420. contr.: 3,620 rs. 4 maravedises.
(Madoz, 1850, p. 239)